# Dechmont
Dechmont, schottisch-gälisch: Deagh Mhonadh, ist eine Ortschaft im Zentrum der schottischen Council Area West Lothian beziehungsweise in der traditionellen Grafschaft Linlithgowshire. Sie liegt rund zwei Kilometer nördlich von Livingston und sechs Kilometer südöstlich von Linlithgow.

## Geschichte
Direkt nordwestlich von Dechmont wurde 1906 das Bangour Village Hospital eingerichtet. Den Entwurf lieferte der renommierte Architekt Hippolyte Blanc. Es handelt sich um die erste psychiatrische Einrichtung Schottlands, die als dorfähnliche Anlage geplant wurde. In beiden Weltkriegen diente sie auch als Militärhospital. 2004 wurde die Anlage schließlich geschlossen. Ein Jahr später wurde dort Teile des Films The Jacket gedreht.
Lebten 1961 noch 534 Personen in Dechmont, so wurden im Rahmen der Zensuserhebung 2011 bereits 706 Einwohner gezählt.

## Verkehr
Die A899 (Dechmont–Broxburn) bildet die Hauptstraße der Ortschaft. Im Süden tangiert mit der A89 (Glasgow–Newbridge) eine Fernverkehrsstraße. Die M8 verläuft wenige hundert Meter südlich. Mit dem Flughafen Edinburgh befindet sich ein internationaler Verkehrsflughafen rund zehn Kilometer östlich.